# Gérard Grisey
Gérard Grisey (Belfort, 17 giugno 1946 – Le Kremlin-Bicêtre, 11 novembre 1998) è stato un compositore francese, ideatore della musica spettrale.

## Biografia
Compie i suoi studi al conservatorio di Trossingen in Germania (1963 - 1965), al conservatorio superiore di Parigi, allievo di Olivier Messiaen (1965 - 1972), e presso l'École normale de musique di Parigi, sotto la guida di Henri Dutilleux. Ha inoltre seguito i seminari di Karlheinz Stockhausen, György Ligeti e Iannis Xenakis a Darmstadt (1972), ed ha studiato la musica elettroacustica con Jean-Etienne Marie e con Émile Leipp presso l'università di Jussieu.
Vincitore del Prix de Rome, è stato borsista presso la Villa Medici a Roma dal 1972 al 1974, nonché presso l'"IRCAM" a Parigi. Negli anni settanta è stato tra i fondatori dell'Ensemble l'Itinéraire, gruppo strumentale tuttora attivo che ha contribuito alla creazione di numerosissime pagine di autori quali Hugues Dufourt, Michaël Lévinas, Tristan Murail, Fausto Romitelli, Gérard Zinsstag e molti altri.
Gérard Grisey ha tenuto numerosi seminari di composizione ai corsi di Darmstadt, a Friburgo, all'IRCAM di Parigi, alla Scuola civica di Milano e in numerose università americane; è stato inoltre docente di composizione presso l'Università di Berkeley in California dal 1982 al 1986, mentre dal 1986 fino alla sua morte prematura, sopravvenuta nel 1998 causata dalla rottura di un aneurisma, ha tenuto lo stesso posto presso il Conservatoire National Supérieur de Musique di Parigi.

## La musica
Le sue composizioni sono state commissionate da diverse istituzioni musicali internazionali, eseguite da e programmate correntemente in festival, rassegne e radiotrasmissioni in tutta Europa e negli Stati Uniti; la quasi totalità di esse è edita da Ricordi (Milano).
Il suo linguaggio musicale è basato sull'analisi dei fenomeni fisico-acustici del suono, in netta opposizione con lo strutturalismo che prediligeva i rapporti numerici astratti. Fu proprio dal suo continuo indagare sulla natura intrinseca del suono (spesso con l'aiuto dei mezzi forniti dalle nuove tecnologie, quali gli spettrogrammi) che venne coniato, per descrivere la sua musica, il termine di musica spettrale (definizione del resto da cui lo stesso Grisey prese le distanze in anni più tardivi), nella quale si possono riconoscere certe influenze o affinità con i lavori di Giacinto Scelsi, che Grisey conobbe e frequentò negli anni della sua residenza romana a Villa Medici.
Le sue ricerche si concentrarono soprattutto nell'esplorazione dello spettro tra i suoni armonici e il rumore, nonché ad una nuova concezione del fattore temporale applicato alla scrittura musicale. Emblematici di queste ricerche sono, per quanto riguarda gli spettri, il brano Partiels (facente parte del ciclo Les espaces acoustiques), dove tutta la parte iniziale è l'orchestrazione degli armonici di un mi grave suonato da un trombone; per quanto riguarda il fattore temporale, invece, si noti il processo adottato nella composizione Vortex temporum, nella quale le figure musicali (in certi casi chiamate dall'autore archetipi, ne è esempio la figurazione iniziale, che ricorda l'andamento di un'onda sonora sinusoidale) possono presentarsi in forma dilatata (l'autore usava in questo caso la metafora del tempo delle balene), in forma corrente (tempo dell'uomo) o in forma estremamente compressa (tempo degli insetti).
La sua produzione si arresta con la sua prematura e improvvisa scomparsa nel 1998, quando Grisey aveva appena compiuto il lavoro (fatalmente profetico) Quatre Chants pour franchir le Seuil, una sorta di composita meditazione sulla morte.

## Opere scelte
- Les Espaces Acoustiques, ciclo di sei brani per differenti formazioni
  - Prologue per viola sola (1976)
  - Périodes per 7 strumenti (1974)
  - Partiels per 18 strumenti (1975)
  - Modulations per 33 strumenti (1978)
  - Transitoires per grande orchestra (1981)
  - Épilogue per 4 corni solisti e grande orchestra (1985)
- Echanges per pianoforte preparato e contrabbasso (1968)
- Charme per clarinetto solo (1969)
- D'Eau et de pierre per due gruppi strumentali (1972)
- Dérives per ensemble e grande orchestra (1974)
- Sortie vers la lumière du jour per organo elettrico e quattordici strumenti (1978)
- Jour, contre-jour per organo elettrico, tredici strumenti e nastro magnetico (1979)
- Anubis et Nout per sassofono oppure clarinetto contrabbasso (1983)
- Les Chants de l'Amour per 12 voci miste e nastro magnetico (1984)
- Talea per 5 strumenti (1986)
- Accords perdus per due corni (1987)
- Le Temps et l'écume per 4 percussionisti, due sintetizzatori e orchestra da camera (1989)
- Le Noir de l'Etoile per 6 percussionisti, nastro magnetico e trasmissione "in situ" di segnali astronomici (1990)
- L'Icône paradoxale per due voci femminili e grande orchestra (1994)
- Stèle per due percussionisti (1995)
- Vortex Temporum per 6 strumenti (1996)
- Quatre Chants pour franchir le Seuil per soprano e 15 strumenti (1998)

## Discografia
- Les Espaces Acoustiques, CD Kairos, Garth Knox (viola), WDR Sinfonieorchester, direttore Stefan Asbury
- Les Espaces Acoustiques, CD Accord, Gérard Caussé (viola), Ensemble Court-Circuit diretto da Pierre-André Valade, Frankfurter Museumorchester diretta da Sylvain Cambreling
- Solo pour deux, CD Kairos, Ernesto Molinari (clarinetto), Ensemble S
- Vortex temporum - Talea, CD Accord, Ensemble Recherche, diretto da Kwamé Ryan
- Vortex temporum I-II-III - Périodes, CD Stradivarius, Ensemble Risognanze diretto da Tito Ceccherini
- Le Noir de l'Etoile CD Accord, Les percussions de Strasbourg
- Quatre chants pour franchir le seuil, CD Kairos, Catherine Dubosc (soprano), Klangforum Wien diretto da Sylvain Cambreling